# ナナフシギ
ナナフシギは、日本のお笑いコンビ。2018年8月結成。

## メンバー
- 大赤見 ノヴ（おおあかみ のゔ）
本名:大赤見 展彦（おおあかみ のぶひこ）
マジフシギ社長
1979年8月12日（45歳）
大阪府出身。
身長167cm、体重64kg。
足のサイズ26.5cm、血液型AB型。
服のサイズXL
コンビ歴:ヴィンテージ
- 吉田 猛々（よしだ もうもう）
本名:吉田 一人（よしだ かずと）
マジフシギ用務員
1978年8月1日（46歳）
東京都世田谷区出身。祖父は撮影監督の山田一夫。
身長159cm、体重65kg。
足のサイズ25.5cm、血液型O型。
服のサイズL
ネタ作り担当
コンビ歴:フィットネス、メンズカズト、マッドドックス、ザ・マルチ、バンビライオン、ジェットカンフル

## 来歴
- 2018年8月1日 - ナナフシギ結成[1]。
- 2020年4月から心霊系YouTuberとして活動している。「ナナフシギ【公式】」チャンネルをスタート（2025年3月現在、チャンネル登録者数35.8万人）[2]
- 2021年 - 一般視聴者から投稿された怪談や不思議な話が聞けるナナフシギのセカンドチャンネル「ナナフシギの裏フシギ（現フシギミステリー倶楽部）」をスタート（2025年3月現在、チャンネル登録者数16.9万人）[3]
- 2022年 - 気になる噂の真相を追跡していく都市伝説バラエティー番組「たっくー&ナナフシギのツイ跡！都市伝説」CBCテレビ地上波×Locipo×YouTubeにMCとして出演。[4][5]ナナフシギ【公式】チャンネル登録者10万人記念イベントを開催。10月東京「ナナフシギ銀の盾間に合うのかGP」、12月大阪・福岡「ナナフシギ銀の盾凱旋ツアー」を開催。
- 2023年8月1日に、太田プロダクション退社を発表[6][7]。株式会社マジフシギを設立。[8]YouTubeチャンネル「ナナフシギ【公式】」にて投稿された怪談や2chの洒落怖を再編集した「【2ch・洒落怖】ナナフシギ作業用アーカイブ【怪談】」をスタート。[9]（2025年3月現在、チャンネル登録者数2.55万人）撮影スタジオとBarが併設された「怪談Barガーリック・マネー・かも～」をOPEN。オープンに際してクラウドファンディングを実施。[10][11]
- 2024年 - ナナフシギ大赤見ノヴと関口ケントのラジオコンテンツ「偽隠れ蓑」がYouTubeからstand.fmへ移転。[12]「【“怪異”は地球を救う】ナナフシギの能登地震募金チャリティーオールナイト生配信」を開催。ホラーで社会貢献活動。お化け屋敷と展示会を掛け合わせた企画「清浄と誤怪展」のアンバサダーになる。[13]
- 2025年 - 2月25日出版、書籍「身ノ毛モヨダツ 最恐ノ怪談」巻頭特集にナナフシギと共にインタビュー記事掲載。[14]3月、YouTubeチャンネル「ナナフシギ【公式】」「フシギミステリー倶楽部」を大規模リニューアル。10月25日ｃｈ登録50万人記念イベント開催予告、翌2026年3月に投稿GP作品の映画化決定を発表。[15]2025年4月13日(日)～2025年10月13日(月）大阪万博にて「初耳怪談」のイベント開催(9月9日）が予定されている。３月「フシギミステリー倶楽部」内にて大赤見ノヴをメインとしたフリートーク配信「NOVLOG」がスタート。

## 人物

### 大赤見ノヴ
2児の父。妻は保育士。
レストレスレッグス症候群（むずむず脚症候群）を患っている。
趣味：釣り、プロレス観戦、漫画（キン肉マン好き）、映画（シルベスタースタローン好き）
特技：戦国時代に関しての知識、憑依体質（心霊体験多数あり）、クレーム処理。
漫才師時代から事務所サイドから反対されながらも、お客さんの為に常に笑いを維持することを貫いた事で現在のYouTubeでも、それが多くのファンに受け入れられて成功している。大赤見ノヴの画像を待ち受けにすると小さな幸せが訪れると度々噂になり、生配信中には沢山のご利益報告が寄せられるまでになっている（例：ガチャSSRが当たる、推しのチケット当選、臨時収入など）本人としては、あくまでもジョークの範囲内で･･との事。

### 吉田猛々
趣味：学研ムー熟読(20年)、古典落語の音源収集
特技：UMA(未確認動物)の出現場所を即答できる。戦国時代の合戦をメロディーに乗せ、紹介。50音で日本に存在する珍しい名字を言える。日本の都道府県名の由来を即答できる。肩関節の気持ち悪い動き。大の猫好き。歴代の愛猫の名前はミャーちゃん、シロちゃん、ちーちゃん。猫Tシャツを集めている。漢字検定2級。
とにかく野菜が苦手。

## 成績
大赤見ノヴ
- 山口敏太郎主宰怪談王2018(関東代表)
- シンジラレナイハナシ「MVT（Most Variable 都市伝説）」獲得：1回（2023年）[18]

吉田猛々
- 怪談最恐戦 準優勝：1回（2021年）[19]
- シンジラレナイハナシ「MVT（Most Variable 都市伝説）」獲得：1回（2024年）[20]

ナナフシギ
- M-1グランプリ 2回戦進出：1回（2021年）[21]

## 出演番組
- TX『やりすぎ都市伝説』（大赤見）
- CX『人志松本の○○な話〜ゾッとする話〜』（大赤見）
- NTV『ウチのガヤがすみません！』（吉田）
- フジテレビONE『実話怪談倶楽部』（大赤見）（吉田）
- NTV『ザ!世界仰天ニュース』2018年11月13日（大赤見）
- NHK Eテレ『わらたまドッカ〜ン』2020年5月11日、6月29日(再放送)
- AuDee 月笑ラジオ『ナナフシギのフレッシュなラジオ』パーソナリティ
- AbemaTV『チャンスの時間』（大赤見）
- テレビ愛知 『開局！ドズル社TV』2022年10月5日、2022年10月19日
- CBCテレビ『たっくー&ナナフシギのツイ跡!都市伝説』2022年11月14日 - 2023年9月13日[22]

## イベントMC
- 後藤真希「ONE」リリース記念イベント（大赤見）
- アイドルカレッジ公開授業、その他関連イベント（大赤見）
- lol live circut 2017 boyfriend/girlfriend（大赤見）
- エイベックス超十代関連イベント（大赤見）
- エイベックス主催キラチャレ2017・2018（大赤見）

## 書籍
- 列島怪談 あなたの地域の一番怖い話（2022年9月24日、宝島社）ISBN 978-4299033956[23]
- 5分怪談 5分でゾッとする！ 朝読書にも最適の怪談短編集！（2024年6月30日、幻冬舎）ISBN: 9784344791992[24]